# 阿納普 (帕拉州)
03°28′20″S 51°11′52″W / 3.47222°S 51.19778°W

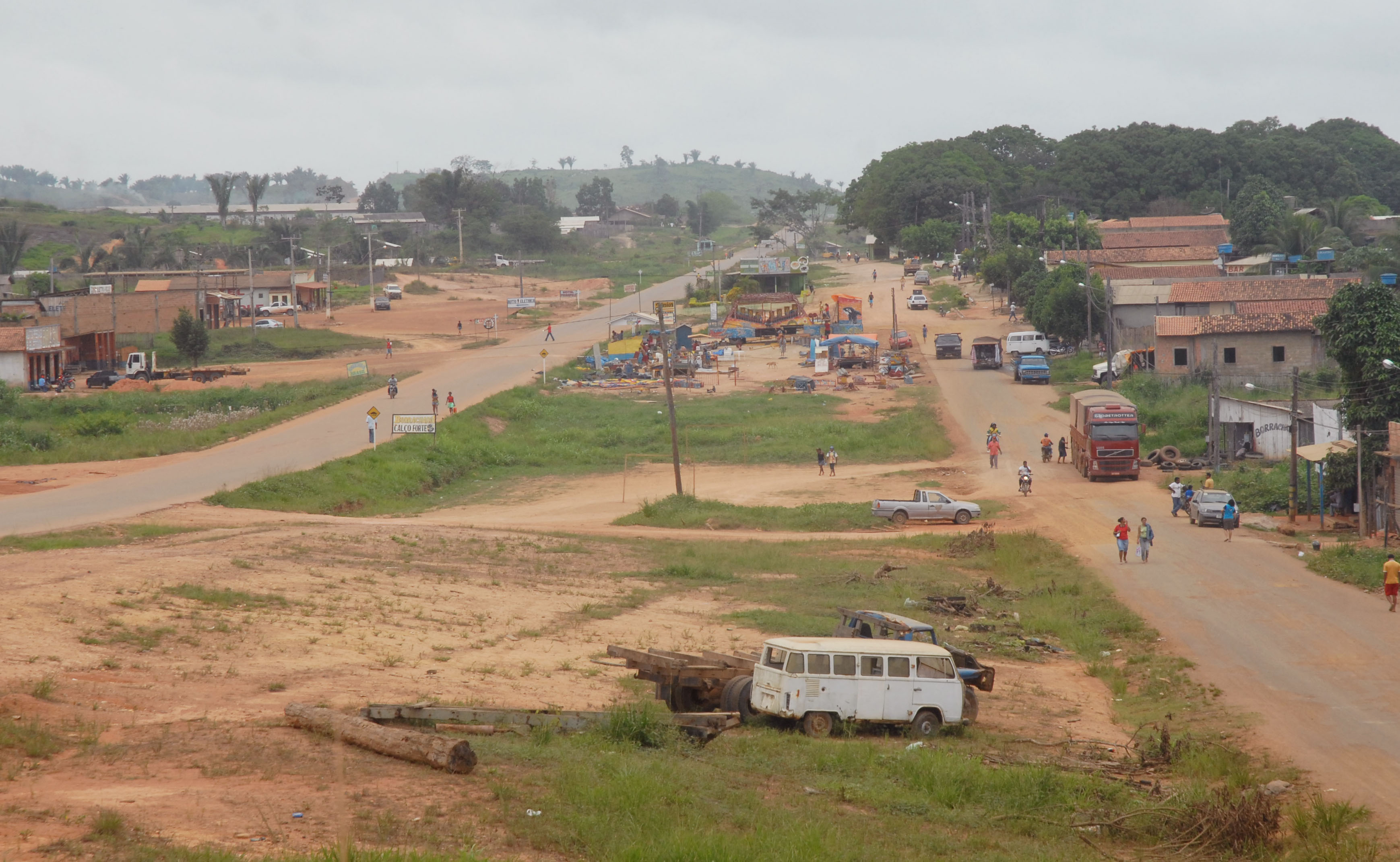
阿納普

阿納普（葡萄牙語：Anapu），是巴西的城鎮，位於該國北部，由帕拉州負責管轄，始建於1995年12月28日，面積11,895平方公里，海拔高度96米，2012年人口22,225，人口密度每平方公里1.87人。